# سوتراويات
سوتراويات (الاسم العلمي: Sutterellaceae) هي فصيلة من البكتيريا، سلبية الغرام، تتبع رتبة البيركهولدريات.